# Siedlarowszczyzna
Siedlarowszczyzna – dawna wieś. Tereny na których leżała znajdują się obecnie na Białorusi, w obwodzie witebskim, w rejonie postawskim, w sielsowiecie Wołki.
Dawniej używana nazwa – Sidlarowszczyzna.

## Historia
W czasach zaborów wieś w gminie Norzyca, w powiecie wilejskim w guberni wileńskiej Imperium Rosyjskiego.
W dwudziestoleciu międzywojennym wieś leżała w Polsce, w województwie wileńskim, w powiecie duniłowickim (od 1926 postawskim), w gminie Norzyca.
Według Powszechnego Spisu Ludności z 1921 roku zamieszkiwało tu 57 osób, 24 były wyznania rzymskokatolickiego a 33 prawosławnego. Jednocześnie 46 mieszkańców zadeklarowało polską a 11 białoruską przynależność narodową. Było tu 12 budynków mieszkalnych. W 1931 w 13 domach zamieszkiwały 64 osoby.
Wierni należeli do parafii rzymskokatolickiej w Konstantynowie i prawosławnej w Norzycy. Miejscowość podlegała pod Sąd Grodzki w Duniłowiczach i Okręgowy w Wilnie; właściwy urząd pocztowy mieścił się w Łasicy.
W 1938 roku miejscowość należała do gromady Wierecieje gminy Norzyca.